# Distrito municipal de Senamiestis
Distrito municipal de Senamiestis es un distrito municipal perteneciente al Municipio de Ciudad del Vilna y organizado administrativamente en dos barrios (Paupys, Senamiestis, Užupis). El distrito se limita con los distritos municipales de Žirmūnai, Šnipiškės, Naujamiestis, Žvėrynas, Naujininkai, Antakalnis y Rasos.

## Barrios
El distrito está formado por los siguientes 3 barriosː
- Paupys
- Senamiestis
- Užupis

## Galería

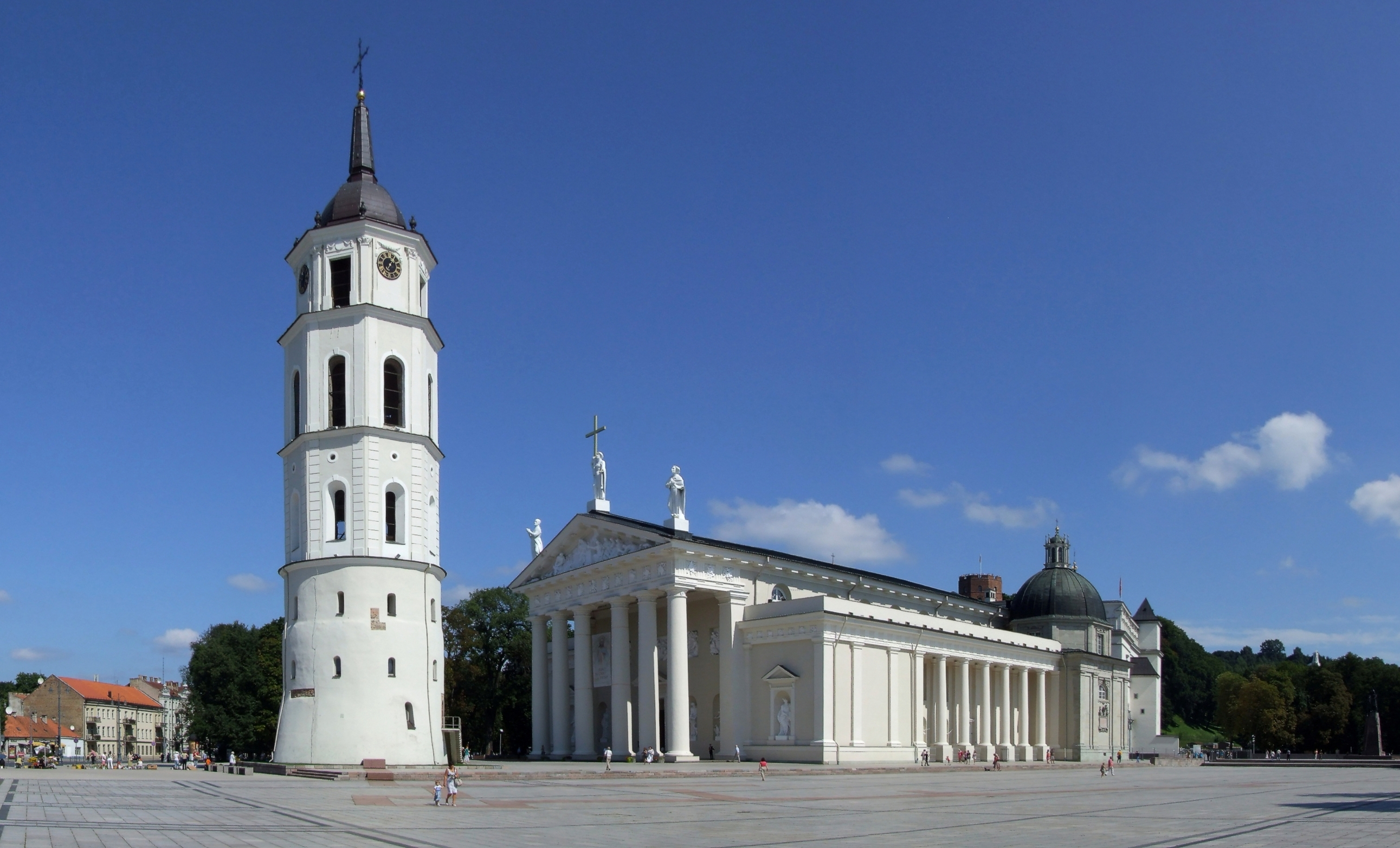
Catedral
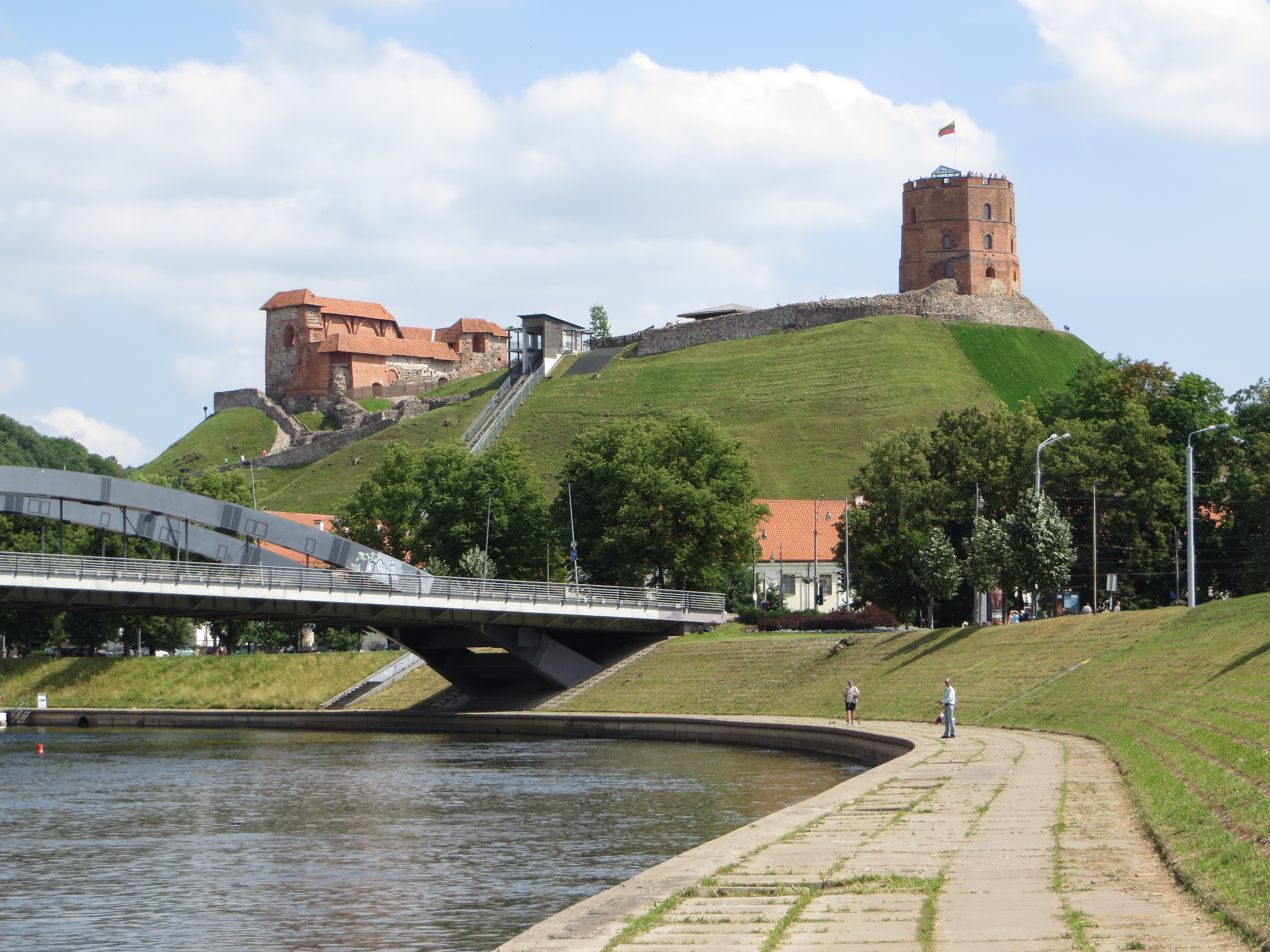
Castillo Superior
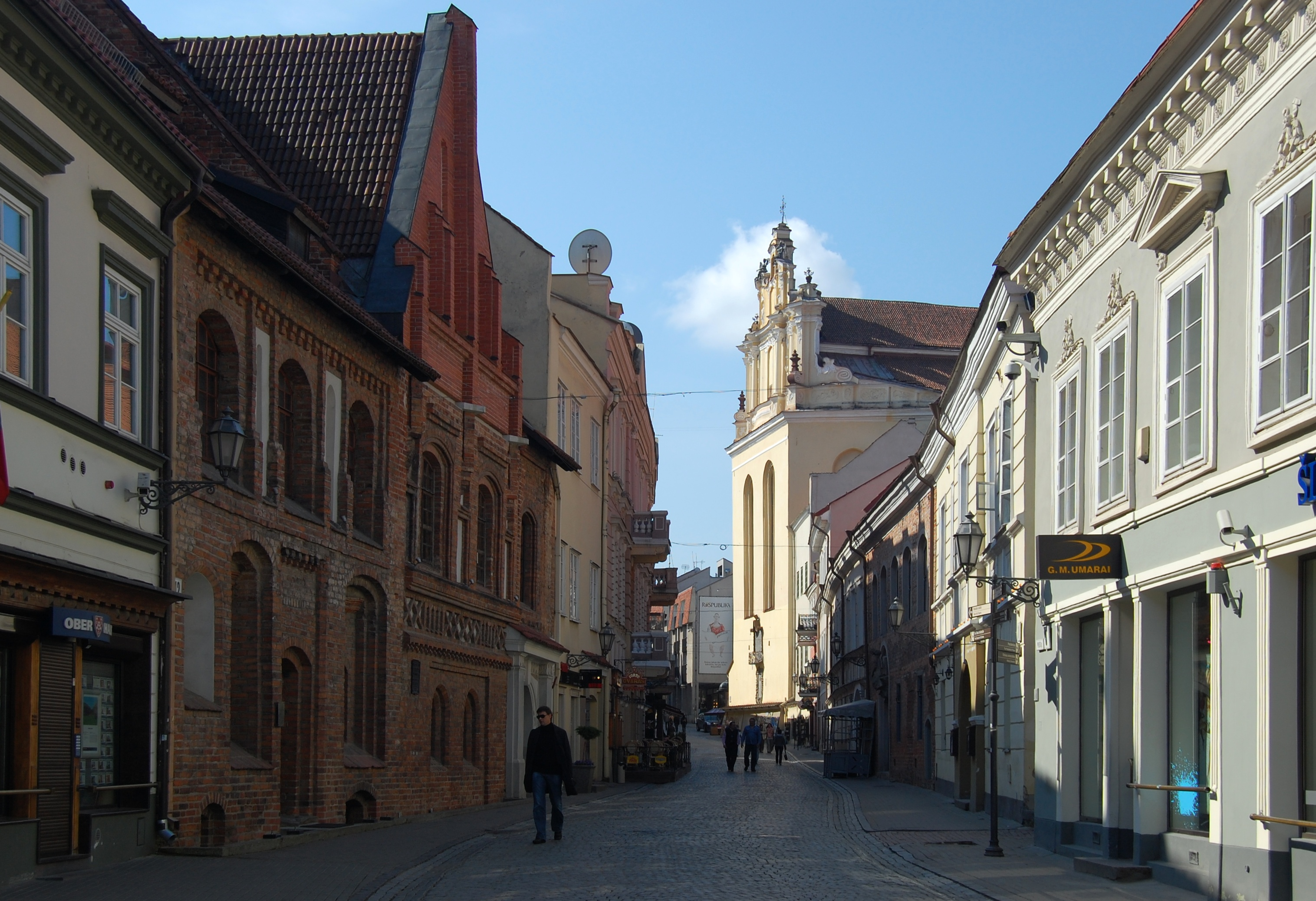
Calle de Pilies
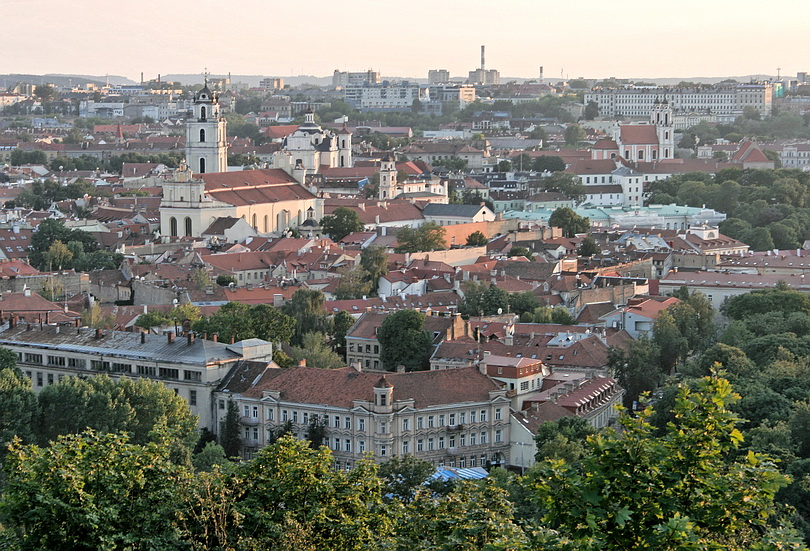
Panorama de Senamiestis